# Pieter Willem Korthals
Pour les articles homonymes, voir Korthals.
Pieter Willem Korthals (1er septembre 1807 – 8 février 1892) est un botaniste néerlandais. Il participe à des recherches botaniques en Malaisie et est le botaniste officiel de la Commission scientifique des Indes néerlandaises (nl) de 1830 à 1836.

## Taxons nommés en son honneur
Les genres Korthalsella de la famille des Santalaceae et Korthalsia de la famille des Arecaceae ainsi que l'espèce Bulbophyllum korthalsii de la famille des Orchidaceae ont été nommés en son honneur.